# Barque des pêcheurs napolitains

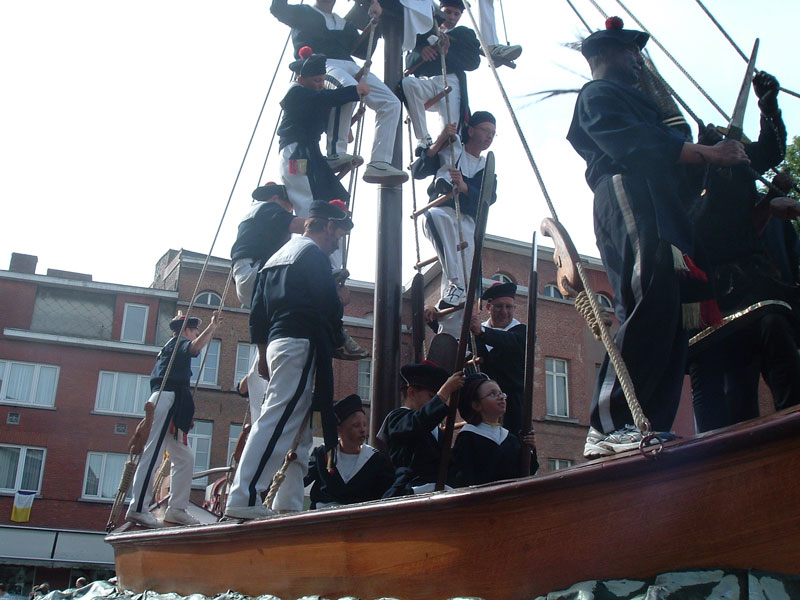
Le char Barque des pêcheurs napolitains.

La Barque des pêcheurs napolitains est un char du cortège de la ducasse d’Ath.
Ce char a été créé par la société chorale Les Matelots de la Dendre, qui le fait défiler en 1853 et 1854, jusqu'en 1858. Il est en 1865 intégré définitivement au cortège, pris en charge par Les Pêcheurs napolitains, puis par les Braves de la Dendre. Le char est redécoré au début du XXe siècle par le peintre Jean Bourgeois.
Un personnage joué, le Sauvage, est tenu enchaîné par deux marins à l’avant du navire, frappant avec un gourdin. Il est présent depuis au moins 1873. Au XIXe siècle, il faisait semblant de manger des lapins crus ; on l’appelait alors le Dégoudant, c’est-à-dire « le dégoûtant », « l’abominable ».

## Sources
1. ↑  La Barque des pêcheurs napolitains sur le site de la ville d’Ath.
2. ↑  Echo de la Dendre, 2/9/1858